# شان بریسلی
شان بریسلی (انگلیسی: Shaun Brisley؛ زادهٔ ۶ مهٔ ۱۹۹۰) بازیکن فوتبال اهل بریتانیا است.
از باشگاه‌هایی که در آن بازی کرده‌است می‌توان به باشگاه فوتبال پیتربورو یونایتد، باشگاه فوتبال مکلسفیلد تاون، باشگاه فوتبال اسکانتورپ یونایتد، باشگاه فوتبال نورث‌همپتون تاون، و باشگاه فوتبال لیتون اورینت اشاره کرد.